# Паралия

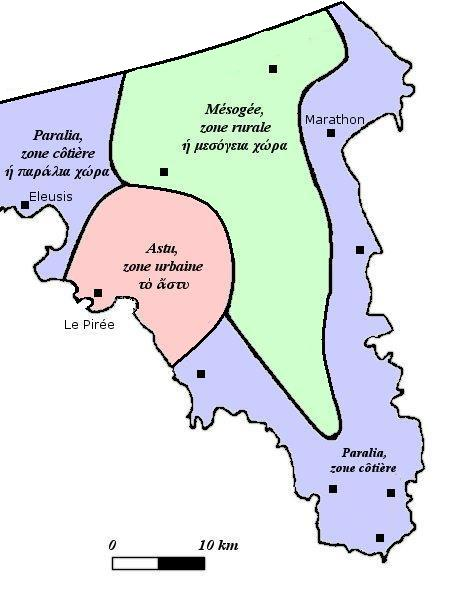
Разделение Аттики на городские (розовые), внутренние (зелёные) и прибрежные (синие) зоны Клисфеном

Паралия (др.-греч. Παραλία «морское побережье») была географическим и административным регионом (триттия) древней Аттики (Древняя Греция).
Термин обозначал побережье Аттики, но также обычно использовался для всей части Аттики к востоку от горы Имитос.
Термин приобрёл техническое значение с реформами Клисфена около 508 года до н. э., когда каждое из десяти аттических племён было перенесено на территорию из трёх зон (триттия): городское (асти, город Афины), внутреннее (равнина Месогея) и прибрежное (паралия).